# Гексанитростильбен

Гексанитростильбен (гексанитродифенилэтилен, JD-X) — устойчивое к нагреванию бризантное взрывчатое вещество, разработанное в 1960-х годах в Артиллерийской Лаборатории ВМС США. По бризантности уступает гексогену, а по термостойкости превосходит его, температура плавления гексанитростильбена 318°С.

## История
Первое сообщение о ГНС было опубликовано в 1912 г. Райхом и др. Однако через 50 лет было показано, что описанное соединение с т.пл. 211 °С является 2,2’,4,4’,6,6’-гексанитродибензилом (ГНДБ), а истинный ГНС был получен впервые в «Noval Advance Laboratory» и имел т.пл. 317 °С. 

## Получение
В промышленном производстве гексанитростильбен получают окислением тринитротолуола раствором гипохлорита натрия. Гексанитростильбен (ГНС) – хорошо изученное взрывчатое вещество пониженной чувствительности. Термостабилен при температурах, превышающих 200 °С и при температуре жидкого азота (-196 °С).   
Отличается меньшей, нежели тринитротолуол, чувствительностью к нагреванию, и (как и тринитротолуол) нечувствителен к механическим воздействиям.

## Применение
На протяжении уже нескольких десятилетий ГНС применяется для снаряжения слэппер-детонаторов, другое название, детонаторов с взрывающейся фольгой (англ. Exploding Foil Initiators ). Детонаторы, снаряжённые гексанитростильбеном показывают надёжное функционирование при действии ударных нагрузок высокой интенсивности, в частности, возникающих при пробитии проникающей боевой частью толстых стен.
Гексанитростильбен использовался при проведении сейсмических экспериментов на поверхности луны в ходе программы «Аполлон». На Луну были доставлены 8 зарядов смеси гексанитростильбена (90 %) с тефлоном (10 %) и подорваны с земли для возбуждения сейсмических колебаний. Заряд имел плотность 1,68 г/см3 и детонировал со скорость 6900 м/с). 